# Conflicto turco-kurdo
Los  levantamientos nacionalistas de los kurdos se han producido periódicamente en Turquía, comenzando con la guerra de Independencia de Turquía y la consiguiente transición del Imperio otomano al estado turco moderno y durando hasta el presente con el actual conflicto kurdo-turco.
Según los registros militares otomanos, se han producido rebeliones kurdas en Anatolia durante más de dos siglos, mientras que grandes revueltas tribales kurdas habían sacudido al Imperio Otomano durante las últimas décadas de su existencia, se considera que el conflicto en su fase moderna comenzó en 1922, con el surgimiento del nacionalismo kurdo en paralelo con la formación del moderno Estado de Turquía. En 1925, un levantamiento por un Kurdistán independiente, encabezado por Shaikh Said Piran, fue sofocado rápidamente, y Said y 36 de sus seguidores fueron ejecutados poco después. Otras revueltas kurdas a gran escala ocurrieron en Ararat y Dersim en 1930 y 1937. El cónsul británico en Trebisonda, el puesto diplomático más cercano a Dersim, habló de violencia brutal e indiscriminada e hizo una comparación explícita con el genocidio armenio de 1915. "Miles de kurdos", escribió, "incluyendo mujeres y niños, fueron asesinados; otros, en su mayoría niños, fueron arrojados al Éufrates; mientras que otros miles en áreas menos hostiles, que primero habían sido despojados de su ganado y otras pertenencias, fueron deportados a valiatos (provincias) en Anatolia Central. Ahora se afirma que la cuestión kurda ya no existe en Turquía".
Los kurdos acusan a los sucesivos gobiernos turcos de suprimir su identidad a través de medios tales como la prohibición de los idiomas kurdos en la prensa y los medios. Atatürk creía que la unidad y la estabilidad de un país residían en una identidad política unitaria, relegando las distinciones culturales y étnicas a la esfera privada. Sin embargo, muchos kurdos no renunciaron a su identidad o idioma. El conflicto armado a gran escala entre las fuerzas armadas turcas y el Partido de los Trabajadores del Kurdistán (PKK) se produjo a lo largo de las décadas de 1980 y 1990, dejando más de 35 000 muertos.

## Trasfondo
Las rebeliones kurdas contra el Imperio otomano se remontan a dos siglos, pero el conflicto moderno se remonta a la abolición del califato. Durante el reinado de Abdul Hamid II, que era califa y sultán, los kurdos eran súbditos leales del califa y el establecimiento de una república secular tras la abolición del califato en 1924 se convirtió en una fuente de resentimiento generalizado. El establecimiento del estado nacionalista turco y la ciudadanía turca puso fin al sistema millet de siglos de antigüedad, que había unificado a los grupos étnicos musulmanes del Imperio Otomano bajo una identidad musulmana unificada. Los diversos grupos étnicos musulmanes del antiguo Imperio fueron considerados turcos por el estado secular turco recién formado, que no reconocía una identidad nacional kurda o islámica independiente. Una de las consecuencias de estos drásticos cambios fue una serie de levantamientos en las regiones del este y sureste de Turquía, pobladas por kurdos.

## Historia

### Levantamiento de Bitlis (1914)
El levantamiento de Bitlis fue un levantamiento kurdo en el Imperio otomano a principios de 1914. Fue apoyado por el Imperio ruso. Se luchó simultáneamente con un levantamiento kurdo no relacionado en Barzan (gobernación de Erbil) en el valiato de Mosul, que también fue apoyado por Rusia. La historiografía nacionalista kurda posterior retrató el levantamiento como parte de una lucha nacionalista kurda, pero sus causas reales se opusieron al servicio militar obligatorio y los impuestos. El levantamiento comenzó a principios de marzo, con una escaramuza entre combatientes kurdos y gendarmes otomanos, donde estos últimos se vieron obligados a retirarse. Posteriormente, los kurdos sitiaron la ciudad de Bitlis y la capturaron el 2 de abril. Luego, las fuerzas otomanas fueron enviadas desde Muş y Van y reprimieron el levantamiento. Tras la derrota del levantamiento del 4 de abril, uno de los líderes rebeldes, Molla Selim, consiguió asilo en Rusia.

### Rebelión de Koçkiri (1921)
Desarrollada en la Provincia de Sivas entre el 6 de marzo y el 17 de junio, aplastada por Nureddin Bajá. Durante la guerra de Independencia turca.

### Rebelión de Beytussebab (1924)
Primera producida en la República de Turquía, debido a la prohibición de la lengua kurda y a la abolición del Califato Otomano. Iniciada en agosto en la Provincia de Şırnak y rápidamente suprimida en octubre.

### Rebelión de Ararat (1927-1930)
La República de Ararat (en turco: Ağrı) fue un estado kurdo autoproclamado. Estaba ubicado en el este de la Turquía moderna, con su centro en la provincia de Ağrı. La República de Ararat fue declarada independiente en 1927, durante una ola de revueltas entre los kurdos en el sureste de Turquía. La rebelión fue dirigida por el general İhsan Nuri Pasha. Sin embargo, no fue reconocido por otros estados y careció de apoyo extranjero.
A fines del verano de 1930, la Fuerza Aérea Turca bombardeaba posiciones kurdas alrededor del monte Ararat. Según el general Ihsan Nuri Pasha, la superioridad militar de la Fuerza Aérea Turca desmoralizó a los kurdos y los llevó a capitular. El 13 de julio, se reprimió la rebelión en Zilan. Se utilizaron escuadrones de 10 a 15 aviones para aplastar la revuelta. El 16 de julio, dos aviones turcos fueron derribados y sus pilotos asesinados por los kurdos.Los bombardeos aéreos continuaron durante varios días y obligaron a los kurdos a retirarse a una altura de 5000 metros. Para el 21 de julio, los bombardeos habían destruido muchos de los fuertes kurdos. Durante estas operaciones, el ejército turco movilizó 66 000 soldados y 100 aviones. La campaña contra los kurdos terminó el 17 de septiembre de 1930. La rebelión de Ararat fue derrotada en 1931 con Turquía retomando el control del territorio.

### Actualidad (1978-presente )
El renacimiento del movimiento kurdo apareció en la década de 1970 cuando Turquía se vio atormentada por enfrentamientos de izquierda a derecha y se formó el PKK, de ideología marxista, que exigía un estado kurdo. El PKK declaró su objetivo como la liberación de todas las partes de Kurdistán de la opresión colonial y el establecimiento de un estado kurdo socialista, unido e independiente. Inicialmente atrajo a los segmentos más pobres de la población kurda y se convirtió en el único partido kurdo no dominado por vínculos tribales. El presidente del PKK, Abdullah Öcalan, estaba orgulloso de ser de origen humilde. Caracterizó su lucha principalmente como una lucha anticolonial, por lo que dirigió su violencia contra colaboradores, es decir, jefes tribales kurdos, nobles con intereses en el estado turco, y también contra organizaciones rivales. El golpe militar de 1980 condujo a un período de severa represión y eliminación de casi todas las organizaciones kurdas e izquierdistas. El PKK, sin embargo, fue el único partido kurdo que logró sobrevivir e incluso crecer en tamaño después del golpe. A principios de 1990, había establecido su propia administración local en algunas áreas rurales. Durante esta época, el PKK cambió sus objetivos pasando de la idea de la plena independencia kurda hasta un acuerdo negociado con el gobierno turco, especialmente después de algunos contactos indirectos prometedores con el presidente Turgut Özal. Tras la repentina muerte de Özal, el ejército turco intensificó sus operaciones contra las bases del PKK. Estas medidas consiguieron aislar al PKK de la población civil y reducirlo a una guerrilla que operaba en las montañas. Durante la década de 1980, Turquía inició un programa de asimilación forzosa de su población kurda. Esto culminó en 1984 cuando el PKK comenzó una rebelión contra el gobierno turco atacando objetivos civiles y militares turcos. En 1999, el aumento de la presión turca sobre Siria condujo a la expulsión de Öcalan y al arresto final por parte de los boinas rojas turcas en Kenia. De este modo se produjo un enfriamiento de la situación, lográndose un alto el fuego en el 2014, pero luego, debido al asedio de Kobane durante la guerra civil siria, el conflicto se reinició. Desde que comenzaron las operaciones militantes del PKK en 1984, han muerto aproximadamente 37 000 personas.